# Bymuseet i Oslo

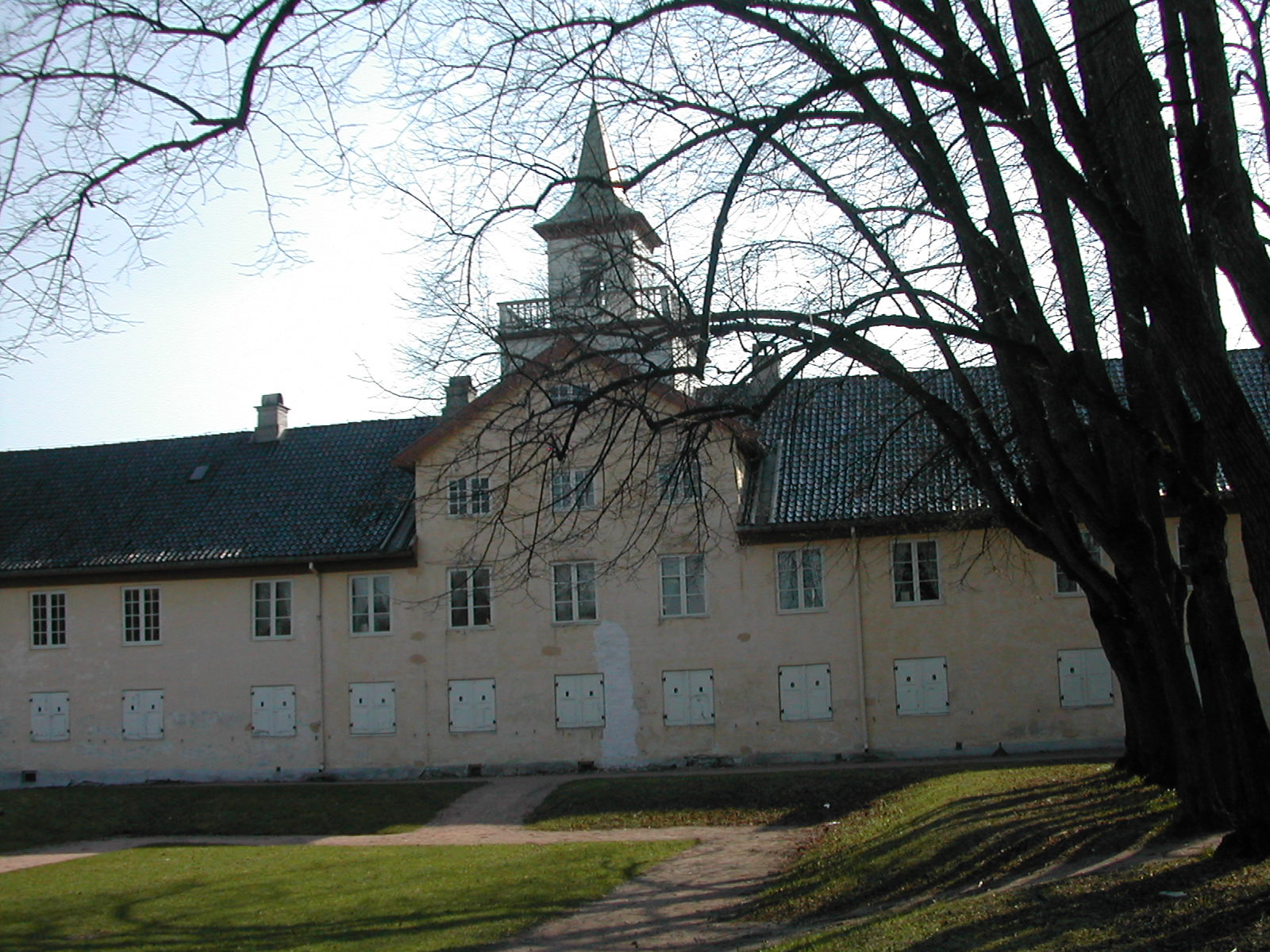
Museets huvudbyggnad

Bymuseet (före 2006 Oslo Bymuseum) är Oslos stadsmuseum. Det är en del av Oslo Museum och ligger i Frognerparken. Det är ett kulturhistoriskt museum för den norska huvudstaden och är inrymt i den tidigare huvudbyggnaden till godset Frogner som ligger mitt i dagens Frognerpark. Museets första utställning invigdes 1909.

## Historia
Museet grundades 1905 på initiativ av arkitekten Fritz Holland och föreningen "Det gamla Christiania" (Oslo hette vid denna tidpunkt fortfarande Christiania). Holland kom att leda museet fram till 1912 och kom att öppna den första utställningen 1909 i de nuvarande lokalerna i huvudbyggnaden på Frogner. Under 1980-talet inrymdes de fasta samlingarna i den östra flygeln medan den västra öppnades upp för tillfälliga utställningar.

## Museet
Museet kom att drivas i föreningsform, fast med offentlig finansiering, fram till 2005 men den första januari 2006 blev stadsmuseet en del av stiftelsen Oslo Museum som skapades som en följd av den statliga museireformen. I stiftelsen ingår även  Oslos teatermuseum och Internasjonalt Kultursenter og Museum.  Museet har också utställningverksamhet på Akershus fästning, samt förfogar i likhet med bland annat Stockholms stadsmuseum över några värdefulla bostadsmiljöer i staden. Museet har en värdefull konst och fotografisamling med upphovsmän och motiv relaterade till Oslo.